# صلاح السروي
صلاح السروي، ناقد وباحث أكاديمي مصري.

## تعريف
صلاح السيد محمود السروي. ولد في 5 يونيو 1957 بمدينة الزقازيق. تخرج في جامعة القاهرة سنة 1979، وحصل على درجة الدكتوراه في الأدب العربي الحديث والمقارن من "أكاديمية العلوم المجرية"، بودابست سنة 1990. يعمل حاليا أستاذا للأدب العربي الحديث والمقارن في جامعة حلوان.

## الجمعيات الأدبية التي شارك فيها
- عضو الجمعية المصرية للنقد الأدبي.
- عضو مجلس إدارة اتحاد الكتاب المصريين.
- عضو الجمعية المصرية للكتاب والفنانين (أتيلييه القاهرة).
- عضو الجمعية المصرية للأدب المقارن.

## أعمال منشورة
تحطيم الشكل.. خلق الشكل في الشعر المصري المعاصر، الهيئة العامة لقصور الثقافة، القاهرة، 1997.
الذات والعالم: دراسة في القصة والرواية، الهيئة العامة لقصور الثقافة، القاهرة، 2002.
تحولات القصيدة العربية الحديثة - طبعة خاصة القاهرة , 2008
قصيدة النثر: دراسة في جماليات التشكيل وإشكاليات النوع، دار نفرو، القاهرة، 2009.
المثلقفة وسؤال الهوية - مساهمة في نظرية الأدب المقارن، دار الكتبى. القاهرة 2012  
كلاسيكيات النظرية الاجتماعية فى النقد الأدبى، دار الحضارة، القاهرة 2014.
مقدمات تأسيسية فى الأدب والنرية النقدية، منشورات الربيع، القاهرة 2020.
الأدب الشعبى - ديوان العوام، منشورات الربيع، القاهرة، 2020.
صعود وانهيار الاسلام السياسى فى مصر، منشورات الربيع، القاهرة، 2021 
مدارات عاصفة العولمة والهويات الثقافية (دراسة ثقافية) -منشورات الربيع -القاهرة 2023

## وصلات خارجية
- الناقد المصري صلاح السروي: انخفاض سقف الحرية في العالم العربي قضى على إمكان وجود مدارس نقدية
- مورفولوجيا الضعف: القصة عند يوسف أبورية
- الأنواع الأدبية العابرة للنوع وقانون تطور النوع الأدبى
- الفكر النقدى عند عبد المنعم تليمة